# Student (góra)
Student (także Zimna; 935 m n.p.m.) – szczyt w Grupie Pilska w Beskidzie Żywiecko-Orawskim. Leży w głównym grzbiecie, który stanowi tu fragment głównego wododziału europejskiego, pomiędzy przełęczą Glinne na południu a Beskidem Krzyżowskim na północnym wschodzie. Wznosi się nad Korbielowem-Kamienną w miejscu, w którym linia grzbietu biegnąca od Przełęczy Glinne na północ załamuje się ku północnemu wschodowi. Przez szczyt przebiega granica polsko-słowacka. Po stronie polskiej jego stoki znajdują się w granicach Żywieckiego Parku Krajobrazowego.
Szczyt i zbocza porośnięte lasem. Dawniej na grzbiecie i zboczach północno-wschodnich znajdowała się polana Student, obecnie już całkowicie zarosła lasem. Po stronie polskiej przez szczyt prowadzi czerwony szlak turystyczny (Główny Szlak Beskidzki). Po stronie słowackiej przez szczyt prowadzi niebieski szlak turystyczny. Oba szlaki na tym odcinku łączą się i prowadzą głównym grzbietem Karpat. Po słowackiej stronie znajdują się pozostałości okopów.
Student znajduje się w granicach wsi Korbielów w województwie śląskim, w powiecie żywieckim, w gminie Jeleśnia.

## Nazwa
Tak wspominał polanę oraz tłumaczył jej nazwę w początkach XVIII w. żywiecki wójt Andrzej Komoniecki w swym „Dziejopisie Żywieckim”: Jest polana albo dział nad Korbielowem Studant nazwana, iż tam niejaki Pochopień studenta zabił, co owce jemu zabrał. Na tej polanie owczarz jeden zapalił drzewo stojące, kadłubowate, w którym piniądze zbójeczne schowane były; a te się roztopiły i w kupę zlały. Z której materiej dzwonek sysgnans na kościół jeleśniański ulany jest. Na mapach austriackich pojawiła się zniekształcona nazwa Studena, którą później na mapie WIG przetłumaczono na Zimna. W 1964 r. Komisja Ustalania Nazw zatwierdziła nazwę student, takiej też nazwy używa miejscowa ludność.

## Szlaki turystyczne
odcinek: schronisko PTTK na Hali Miziowej – przełęcz Glinne – Student – Beskid Korbielowski – Beskid Krzyżowski – Przełęcz Półgórska – Jaworzyna – Mędralowa
  słowacki szlak graniczny.